# Dourgne
Dourgne település Franciaországban, Tarn megyében. Lakosainak száma 1310 fő (2022. január 1.). Dourgne Arfons, Lagardiolle, Massaguel, Saint-Amancet, Saint-Avit és Verdalle községekkel határos.

## Népesség
A település népességének változása:
| Lakosok száma | 1310 | 1313 | 1364 | 1315 | 1316 | 1311 | 1307 | 1308 | 1310 |
|               | 2013 | 2015 | 2016 | 2017 | 2018 | 2019 | 2020 | 2021 | 2022 |